# Černobylit

černobylit

Černobylit je název pro technogenní krystalický nerost, který vznikl po výbuchu v jaderné elektrárně Černobyl roztavením paliva a písku. Jedná se o pevný roztok křemičitanu zirkoničitého s vysokou příměsí uranu (až 10 %), kvůli které je vysoce radioaktivní. Byl objeven v prosinci 1986 a popsán v následujícím roce, kdy byla pod původním jádrem objevena jeho krystalická struktura. Vyskytuje se pouze v sarkofágu obepínajícím zničené jádro černobylského reaktoru. Je součástí koria, které vzniklo propadnutím reaktoru. Tvoří lávové struktury, z čehož některé nejsou dokonale roztavené, jiné jsou krystalické. Struktura objevená v prosinci 1986, ze které byly odebrány vzorky na další testy, byla podle svého vzhledu nazvána Sloní noha.